# Бирштонас
Бирштонас је балнеолошко љечилиште и бањски град у Литванији, налази се 30 км јужно од Каунаса на десној обали ријеке Њемен. Град је административни центар општине Бирштонас.

## Географија
Бирштонас се налази у средишњем дијелу Литваније, на територији регионалног парка Немуно килпу. Површина града износи 13 km², а целе општине 124 km². Град има око 3200 становника, а остатак популације општине живи у 46 села.

## Историја
Град се спомиње у средњем вијеку гдје Пруски хроничар Виганд од Марбурга пише да маршал Кун фон Хатенштајн, током Литванске кампање 1382. године је послао војску у три правца напада, а то су: Пуниа, Алитус и Бирштонас. У архивама Конигсберга иторичар Теодор Нарбут налаѕи двадесетак описа шпијуна у Литванији, гдје описују „домаћинства на сланој води“ која зову Бирстен или Бирстан. 
Године 1846. се сматра почетком бањског љечилишта у Бирштонасу, када се љекар Бенедиктас Билинскис из села Стаклишкеса, заинтересаовао за минералне изворе, и послао његовог пацијента, који се није изљечио од минералне воде из Стаклишкеса, али се на новом мијесту изљечио. Прва здравствена бања је изграђена 1855. године, гдје касније постаје позната као балнеолошко љечилиште.

## Галерија фотографија
- Бирштонска Неоготска црква
- Рано прољеће у "Eglės" санаторијум Бирштонас
- Хотел у Бирштонасу
- Црква у Бирштонасу
- Улица Јонаса Басанавичиуса у Бирштонасу
- Санаторијум у Бирштонасу
- Споменик Витаутасу у Бирштонасу
- Санаторијум у Бирштонасу